# Chetma
Chetma è un comune dell'Algeria, situato nella provincia di Biskra.